# قصه شب سیما
قصه شب سیما یک سری از مجموعه‌های تلویزیونی محصول سال ۱۳۷۳–۱۳۷۵ به کارگردانی چندین کارگردان تلویزیونی از جمله مسعود فروتن و نویسندگی حسین پاکدل و تهیه‌کنندگی حسین پاکدل می‌باشد که از شبکه یک پخش شد.
این مجموعه تلویزیونی، از قصه‌ها و اپیزودهای گوناگونی تشکیل شده بود و کارگردانان متفاوتی این بخش‌ها را کارگردانی کردند و از شبکه ۱ پخش می‌شد. برخی از اپیزودهایی که توسط «مسعود فروتن» کارگردانی شده بود، عبارتند از: «زندگی تازه»، «تردید»، «بازگشت به صحنه»، «به سوی زندگی»، «خانه عشق»، «ضامن» و «لیلا»

## لیلا
محصول: اواسط دهه ۱۳۷۰
- سعید داخ
- علی رامز
- زهره صفوی
- مهرنوش طبیبی
- افسانه چهره آزاد
- ستاره اسکندری
- رضا توکلی
- ملیحه موسوی
- هما چهره آزاد
- علیرضا احمدی
- فرهاد یدالهی نژاد

## به سوی زندگی
- حمیدرضا پگاه
- فخری خوروش
- علی یعقوب پور
- محسن قاضی‌مرادی
- محسن افشار
- اسفندیار یگانه
- مهوش وقاری
- زهره صفوی
- نکیسا نمکی
- حمید دلشکیب
- اکبر دودکار
- علی رامز
- محمداسماعیل جعفری
- ناصر محمدی
- مهرداد صبوحی
- عبدالنبی نمکی

## زندگی تازه
زندگی تازه یک اپیزود از مجموعه تلویزیونی قصه شب سیما محصول سال ۱۳۷۵ به کارگردانی مسعود فروتن، نویسندگی و تهیه‌کنندگی محمدرضا خالقی می‌باشد که از شبکه یک پخش شد.
بازیگران
- رضا توکلی[۳]
- افسر عارفی
- پرستو کرمی
- ستاره اسکندری
- فراز گردپور
- فرهاد یدالهی‌نژاد
- مهدی طایفه خلج
- مهرنوش طبیبی
- مهین شهابی
- ناصر محمدی
- ناهید جهانیان
- نرسی گرگیا

سایر عوامل تولید
- دستیاران کارگردان: حمید ارباب، حمیدرضا سلطانی
- منشی صحنه: امیرعلی پور صبری
- نور و تصویر: محمد عسگری جعفرآبادی
- تدوین: حمید رحیمی
- چهره پردازان: بهنام خالقی، زهره طاهباز، مریم بهاری، مهران خلج، مسعود محمدیان
- مدیر تولید: بهنام خالقی

## داستان آنا
داستان آنا یک مجموعه تلویزیونی محصول سال ۱۳۷۴ به کارگردانی رؤیا افشار، نویسندگی و تهیه‌کنندگی حسین پاکدل می‌باشد که از شبکه یک پخش شد..

### بازیگران
- آزیتا صغری
- پروین میکده
- رؤیا افشار
- زهرا اویسی
- محمود مقامی

## تردید
تردید یک مجموعه تلویزیونی محصول سال ۱۳۷۵ به کارگردانی مسعود فروتن، نویسندگی  و تهیه‌کنندگی محمدرضا خالقی می‌باشد که از شبکه پخش شد.

### بازیگران
- حمیدرضا پگاه
- راهی رضائی
- طناز فتحی
- کبری رضایی
- محسن قاضی‌مرادی
- ملیحه موسوی
- مهرنوش طبیبی
- مهوش وقاری
- هما نعمت ناصر

## بازگشت به صحنه
بازگشت به صحنه یک مجموعه تلویزیونی محصول سال ۱۳۷۵ به کارگردانی، نویسندگی و تهیه‌کنندگی مسعود فروتن می‌باشد که از شبکه پخش شد.

### بازیگران
- اصغر زمانی
- مهدی امیری
- هومن برق‌نورد
- نگین عصار
- عنایت شفیعی
- فهیمه راستکار
- مجید جعفری
- ناصر نورنژاد